# Geng Wu
Geng Wu (? - 191) était un officier civil chinois sous les rangs du seigneur de guerre Han Fu lors de la fin de la dynastie Han en Chine antique. 

## Biographie
En l’an 191, occupant les fonctions de chef-greffier, il critiqua Han Fu après que celui-ci eut suggéré de céder le contrôle de la province de Ji à Yuan Shao, à cause de la menace que représentait Gongsun Zan. Il ne réussit toutefois pas à le faire changer d’idée et lorsque Yuan Shao s'approcha de la ville de Ye, il tenta avec Guan Chun, épées à la main, de dissuader plusieurs officiers de joindre ce dernier. Il échoua cependant dans cette tentative et dut les laisser aller. Yuan Shao fit exécuter Geng Wu.

## Son personnage dans le roman
Dans le roman Histoire des Trois Royaumes écrit par Luo Guanzhong au XIVe siècle, la version des faits est quelque peu modifiée. Geng Wu et son complice Guan Chun tentent d'assassiner Yuan Shao lorsque ce dernier entre à Ye. Alors qu’il s’apprête à poignarder Yuan Shao, il se fait tuer instantanément par Yan Liang, qui avec Wen Chou, empêche l’assassinat de leur seigneur Yuan Shao.